# Dirutrachia ponderi
Dirutrachia ponderi är en snäckart som beskrevs av Alan Solem 1993. Dirutrachia ponderi ingår i släktet Dirutrachia och familjen Camaenidae. Inga underarter finns listade i Catalogue of Life.